# 国鉄C91形コンテナ
国鉄C91形コンテナ（こくてつC91がたコンテナ）は、かつて日本国有鉄道（国鉄）が保有した、鉄道輸送用一種規格（約11 ft）有蓋コンテナである。

## 概要
国鉄は1966年（昭和41年）度に2形式（940形、945形）の試作屋根開閉式有蓋コンテナを開発製造した。同時に2形式を製作したのは運用の中での比較試験を行うためであった。2形式は同時期に開発された905形、910形、915形、920形とは異なりフォークリフト荷役の便宜のための前後左右いずれの方向からでも荷役可能な4方差し構造では無く、従来通りの2方差しとされた。2形式の特徴を下記に記載する。
940形
汽車製造にて1個製作された片側妻面、屋根開閉式の合計2方開き式クレーン下吊り対応コンテナである。屋根はクレーン使用による取り外し可能構造であり、構本との固定は側面4隅に設けた固定金具にて行われた。寸法関係は全長3,300 mm、全幅2,370 mm、全高2,350 mm、荷重5 t、自重1.5 t、容積14.0 m3である。
945形
汽車製造にて1個製作された片側妻面、屋根開閉式の合計2方開き式クレーン下吊り対応コンテナである。屋根は2分割2段重ねスライド構造であった。比較試験の結果本構造が優位とされ、次年度から量産されたC12形に採用された。寸法関係は全長3,300 mm、全幅2,370 mm、全高2,350 mm、荷重5 t、自重1.6 t、容積13.6 m3である。
2形式とも1966年（昭和41年）6月に行われた改番によりC91形（C91 1,C91 2）と定められた。各種試験の後、試作コンテナではあるが実際の営業運用に使用された。
2個とも1975年（昭和50年）度に廃止され形式消滅した。